# 施泰滕 (下奥地利州)
施泰滕（德語：Stetten）是奥地利下奥地利州科尔新堡县的一个市镇。总面积7.7平方公里，总人口1179人，人口密度153.1人/平方公里（2005年）。